# واين كوهن
واين كوهن (بالإنجليزية: Wayne Cohen)‏ هو كاتب أغاني أمريكي، ولد في القرن العشرين.

## وصلات خارجية
- الموقع الرسمي
- واين كوهن على موقع ميوزك برينز (الإنجليزية)
- واين كوهن على موقع ديسكوغز (الإنجليزية)